# Headley (East Hampshire)
Headley – wieś w Anglii, w hrabstwie Hampshire, w dystrykcie East Hampshire. Leży 40 km na wschód od miasta Winchester i 65 km na południowy zachód od Londynu. W 2001 miejscowość liczyła 4870 mieszkańców.